# Pic de Turp
El Pic de Turp és una muntanya de 1.620 metres que es troba entre els municipis de Coll de Nargó, de Fígols i Alinyà i d'Oliana, a la comarca de l'Alt Urgell.
Al cim podem trobar-hi un vèrtex geodèsic (referència 269089001).

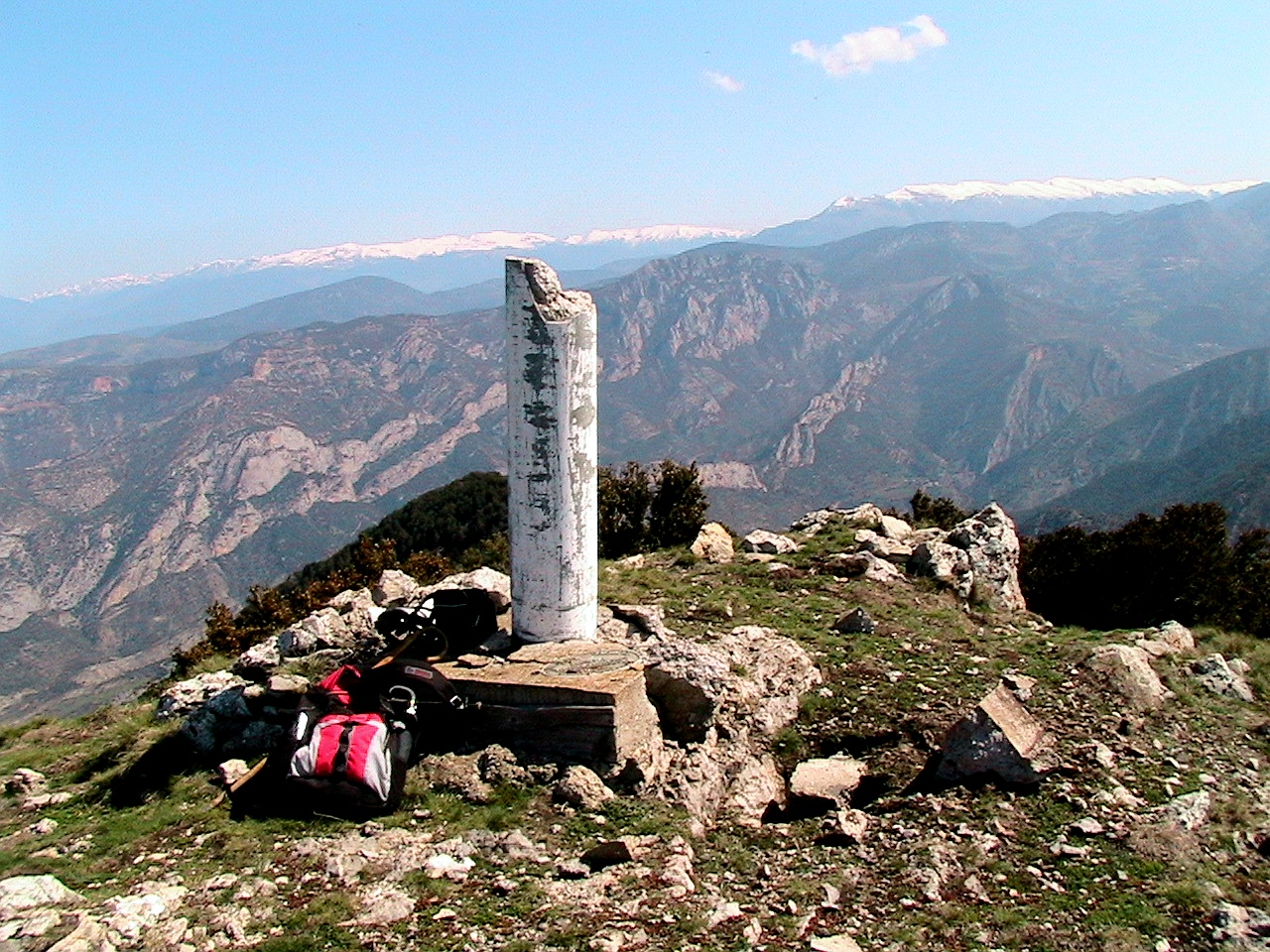
Cim del pic de Turb

Aquest cim està inclòs a la Llista dels 100 cims de la FEEC amb el nom de Cogulló de Turp.